# Sites mégalithiques de l'Indre
Les sites mégalithiques de l'Indre sont assez peu nombreux et correspondent essentiellement à des dolmens de type simple. Les traditions populaires locales associent la construction des mégalithes à l’œuvre de personnages surnaturels.

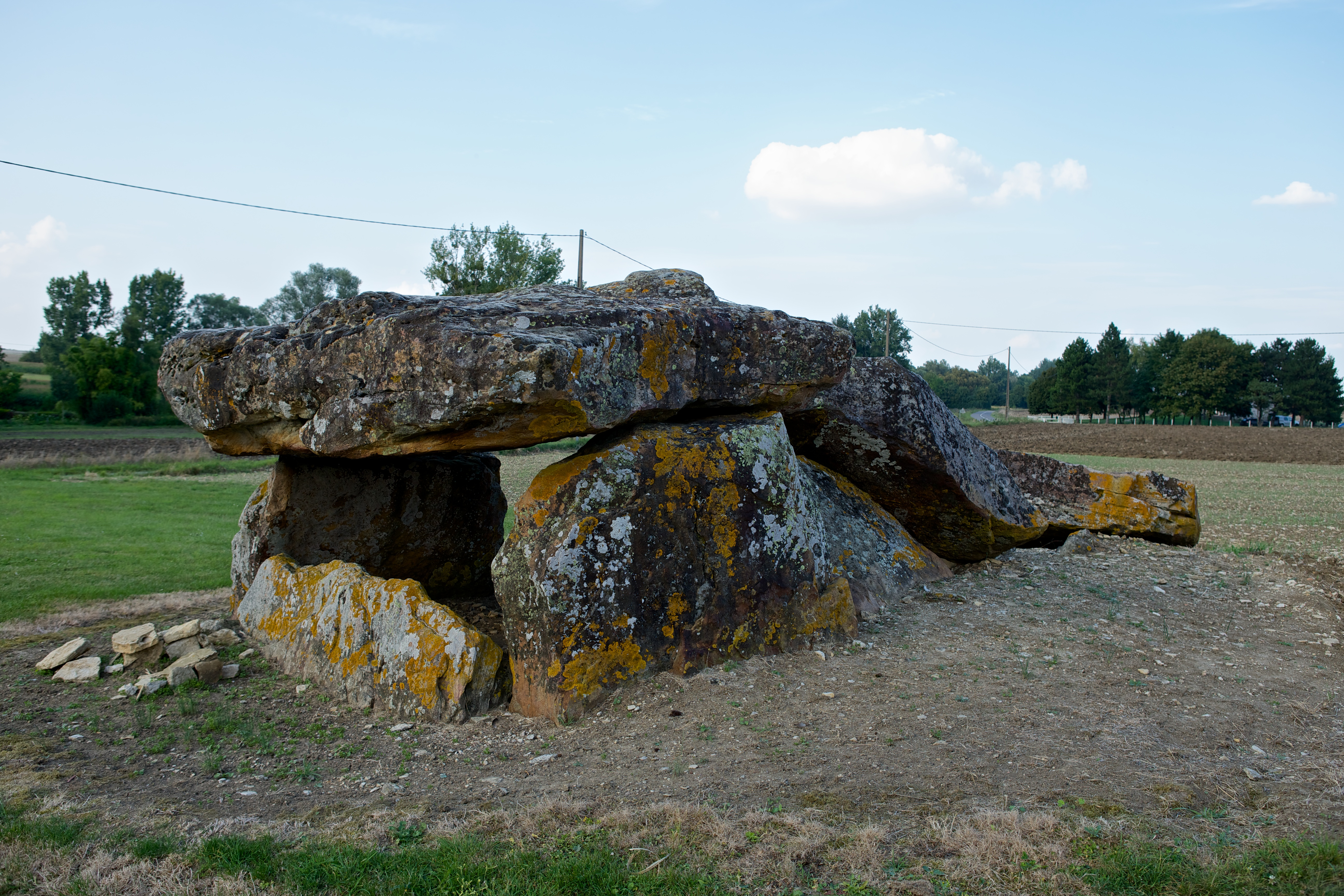
La Pierre levée à Liniez

## Généralités
| \| Châteauroux La Châtre Le Blanc Issoudun \| Répartition géographique des sites. · : dolmen - : menhir - : autre site mégalithique |
| Châteauroux La Châtre Le Blanc Issoudun                                                                                             |

### Typologie des monuments
Les dolmens visibles dans le département sont essentiellement des dolmens de type simple comme on en rencontre sur tout le pourtour du Massif Central et dans le sud de l'Indre-et-Loire. Les dolmens angevins sont beaucoup plus rares, seuls deux exemplaires complets (Pierre Levée de Liniez, dolmen de La Pierre à Moulins-sur-Céphons) et un troisième sans portique (la Pierre couverte de Bué) sont connus. Des sépultures sous dalle complètent l'ensemble de ces monuments funéraires. Les menhirs subsistants sont constitués de petits blocs peu spectaculaires, le menhir de la Bernarderie à Chaillac, qui atteignait 4,25 m de hauteur, ayant été détruit en 1865.

### Folklore
Dans le Berry, les traditions populaires associent les mégalithes à l’œuvre de personnages surnaturels, comme les martes, les fées (appelées localement fades), le géant Gargantua ou le Diable. Comme dans d'autres régions françaises, il existe des légendes selon lesquelles les mégalithes, parfois doués de vie, peuvent, lors d'occasions bien précises liées au calendrier liturgique, s'animer, grandir , danser, se déplacer ou se voir attribuer des vertus maléfiques ou bénéfiques.

## Inventaire
Le premier inventaire connu des mégalithes du département est celui dressé par Ludovic Martinet en 1878 dans son ouvrage sur le Berry préhistorique. Il recense 58 dolmens, 23 menhirs et 3 cromlechs. Ce recensement est malheureusement peu fiable puisqu'il contient des sites mentionnés uniquement sur la base d'une toponymie qui serait évocatrice de la présence éventuelle de mégalithes. Il sera pourtant repris sans réserve par Adrien de Mortillet en 1901 et plus tardivement par Fernand Niel. Le premier recensement rigoureux, appuyé d'observations sur le terrain, est mené par Olivier Charbonnier entre 1949 et 1964 dans une étude intitulée Mégalithes et tumulus, camps antiques, sépultures isolées recensant 33 dolmens et une vingtaine de menhirs. Dans les années 1970, quelques passionnés reprennent les recherches mais leurs travaux demeurent inédits. L'inventaire le plus récent, réalisé par Gérard Coulon, recense 28 dolmens et 13 menhirs encore visibles.
| Site                                      | Commune               | Remarque                                                                                   | Protection               | Coordonnées                                                    | Illustration           |
| ----------------------------------------- | --------------------- | ------------------------------------------------------------------------------------------ | ------------------------ | -------------------------------------------------------------- | ---------------------- |
| Dolmen du Grand Pontet                    | Aigurande             | autre nom dolmen du Champ Liame                                                            |                          | 46° 28′ 44″ N, 1° 49′ 31″ E                                    | Dolmen du Grand Pontet |
| Pierre couverte de Bué                    | Bagneux               |                                                                                            | Classé MH (1889)         | 47° 10′ 40″ N, 1° 46′ 16″ E                                    |                        |
| Pierre levée de Boisy                     | Bagneux               | autre nom Pierre levée de Bellevue                                                         | Classé MH (1889)         | 47° 11′ 02″ N, 1° 46′ 24″ E                                    |                        |
| Menhir du monument aux morts              | Bagneux               | menhir issu de l’ensemble de Tréfoux                                                       |                          | 47° 10′ 58″ N, 1° 45′ 10″ E                                    |                        |
| Menhirs de Tréfoux                        | Bagneux               | deux menhirs                                                                               | Classé MH (1889)         | 47° 10′ 23″ N, 1° 45′ 42″ E                                    | Menhirs de Tréfoux     |
| Palet de Gargantua                        | Bélâbre et Mauvières  | menhir, autre nom la Pierre Levée                                                          |                          | 46° 34′ 29″ N, 1° 08′ 36″ E                                    |                        |
| Menhir de Rouilly                         | Le Blanc              |                                                                                            |                          | 46° 37′ 40″ N, 1° 07′ 35″ E                                    | Menhir de Rouilly      |
| Dolmen des Pierres Folles                 | Bouges-le-Château     | autre nom dolmen de l'Epinaise                                                             |                          | 47° 02′ 44″ N, 1° 41′ 41″ E                                    |                        |
| Pierre à la Marte des Granges             | Ceaulmont             | dolmen                                                                                     |                          | 46° 31′ 53″ N, 1° 32′ 36″ E                                    |                        |
| Dolmen des Fromenteaux                    | Chaillac              |                                                                                            |                          | 46° 26′ 19″ N, 1° 17′ 14″ E                                    |                        |
| Dolmen des Pierres Nouilles               | Chaillac              |                                                                                            | détruit avant 1939       |                                                                |                        |
| Menhir de la Croix des Randes             | Chaillac              | menhir incertain                                                                           |                          | 46° 25′ 25″ N, 1° 21′ 24″ E                                    |                        |
| Menhir de la Bernarderie                  | Chaillac              |                                                                                            | détruit vers 1865        |                                                                |                        |
| Dolmen de Chalais                         | Chalais               |                                                                                            |                          | 46° 32′ 20″ N, 1° 11′ 57″ E                                    |                        |
| Menhir de la Gambade                      | Châtillon-sur-Indre   |                                                                                            |                          | 46° 59′ 44″ N, 1° 09′ 06″ E                                    |                        |
| Polissoir de la Fuye                      | Châtillon-sur-Indre   |                                                                                            |                          | déplacé47° 00′ 03″ N, 1° 10′ 49″ E                             |                        |
| Dolmen de la Buge-Malade                  | La Châtre-Langlin     |                                                                                            | détruit au début du XIXe |                                                                |                        |
| Dolmen de Passebonneau                    | La Châtre-Langlin     | autre nom dolmen des Essarts                                                               | Classé MH (1889)         | 46° 25′ 33″ N, 1° 22′ 38″ E                                    | Dolmen de Passebonneau |
| Menhir d'Outre-l'Étang                    | La Châtre-Langlin     |                                                                                            | détruit en 1840          |                                                                |                        |
| Menhir de Puymorin                        | La Châtre-Langlin     | autre nom menhir de Peu-Marin menhir incertain                                             |                          | 46° 24′ 57″ N, 1° 22′ 12″ E                                    |                        |
| Polissoir du Soleil aux Petits-Beaux      | La Châtre-Langlin     | autre nom l’Agusoir                                                                        |                          | déplacé                                                        |                        |
| Dolmen de Sennevault                      | Ciron                 |                                                                                            | Classé MH (1889)         | 46° 39′ 49″ N, 1° 15′ 25″ E                                    |                        |
| Pierre Bourrillière                       | Ciron                 |                                                                                            |                          | 46° 38′ 04″ N, 1° 13′ 32″ E                                    |                        |
| Dolmen des Sablons                        | Douadic               | autres noms dolmen de la Pierre du Chef à la Grue, de la Pierre Levée de l’Étang de Montau |                          | 46° 42′ 49″ N, 1° 08′ 54″ E                                    |                        |
| Menhir de la Grave                        | Douadic               |                                                                                            | détruit vers 1860        |                                                                |                        |
| Pierre à Nom                              | Douadic               | autres noms menhir à Néau, menhir du Petit Bois                                            |                          | 46° 41′ 50″ N, 1° 07′ 59″ E                                    |                        |
| Menhir de Pontbordat                      | Giroux                |                                                                                            |                          | 47° 04′ 09″ N, 1° 56′ 44″ E                                    |                        |
| Menhir du Grand Aslon                     | Lingé                 |                                                                                            |                          | 46° 45′ 18″ N, 1° 07′ 27″ E                                    |                        |
| Dolmen de la Pierre Levée                 | Liniez                | autre nom dolmen des Pierres Folles                                                        | Classé MH (1927)         | 47° 01′ 39″ N, 1° 45′ 30″ E                                    |                        |
| Dolmen de l'Ormeau                        | Luçay-le-Libre        |                                                                                            |                          | 47° 05′ 53″ N, 1° 54′ 48″ E                                    |                        |
| Dolmen de la Pierre-Folle                 | Luçay-le-Libre        | autres noms dolmen du Creuset, les Pierres Folles                                          |                          | 47° 05′ 09″ N, 1° 55′ 38″ E                                    |                        |
| Palet de Gargantua                        | Mauvières et Bélâbre  | menhir, autre nom la Pierre Levée                                                          |                          | 46° 34′ 29″ N, 1° 08′ 36″ E                                    |                        |
| Pierre à la Marte                         | Montchevrier          | autre nom Pierre à la Marque                                                               | Classé MH (1862)         | 46° 29′ 04″ N, 1° 43′ 09″ E                                    |                        |
| Dolmen de La Pierre                       | Moulins-sur-Céphons   |                                                                                            | Classé MH (1900)         | 46° 59′ 48″ N, 1° 32′ 30″ E                                    | Dolmen de la Pierre    |
| Polissoir de la Grand Gorce               | Nuret-le-Ferron       |                                                                                            |                          |                                                                |                        |
| Dolmen du Bois-Plantaire                  | Orsennes              |                                                                                            | Classé MH (1914)         | 46° 25′ 49″ N, 1° 42′ 29″ E                                    |                        |
| Dolmen du Chardy                          | Orsennes              |                                                                                            | Classé MH (1889)         | 46° 26′ 56″ N, 1° 42′ 58″ E                                    | Dolmen de Chardy       |
| Polissoir des Augères                     | Palluau-sur-Indre     |                                                                                            |                          | 46° 55′ 00″ N, 1° 18′ 43″ E                                    |                        |
| Dolmen des Gorces                         | Parnac                | appelé aussi dolmen de Montgarneau                                                         | Classé MH (1889)         | 46° 25′ 44″ N, 1° 24′ 28″ E                                    | Dolmen des Gorces      |
| Dolmen de la Milandière                   | Pouligny-Saint-Pierre |                                                                                            |                          | 46° 41′ 40″ N, 1° 03′ 07″ E                                    |                        |
| Dolmen des Barges                         | Pouligny-Saint-Pierre |                                                                                            |                          | 46° 41′ 41″ N, 1° 02′ 04″ E                                    |                        |
| Polissoir des Thonaises                   | Pruniers              |                                                                                            | disparu                  |                                                                |                        |
| Dolmen de la Pierre à la Fade             | Rosnay                |                                                                                            |                          | 46° 42′ 45″ N, 1° 09′ 26″ E                                    |                        |
| Dolmen de Coubernard                      | Saint-Aigny           | autres noms dolmen de la Pierre du Charnier ou de la Pierre au Loup                        |                          | 46° 37′ 18″ N, 0° 59′ 57″ E                                    | Dolmen des Coubernard  |
| Pierre Saint-Martin                       | Sainte-Gemme          | sépulture sous dalle                                                                       |                          | 46° 50′ 40″ N, 1° 19′ 57″ E                                    |                        |
| Polissoir de la Pierre Pointe             | Sainte-Gemme          |                                                                                            |                          |                                                                |                        |
| Polissoir de Saint-Genou                  | Saint-Genou           | autre nom Polissoir d'Estrées                                                              |                          | exposé au Musée du Berry à Bourges 47° 05′ 06″ N, 2° 23′ 33″ E |                        |
| Dolmen de la Pierre Chaput                | Saint-Plantaire       |                                                                                            |                          | 46° 23′ 49″ N, 1° 38′ 07″ E                                    |                        |
| Dolmen de la Pierre Folle de Saint-Jallet | Saint-Plantaire       |                                                                                            |                          | 46° 24′ 04″ N, 1° 37′ 51″ E                                    |                        |
| Dolmen de la Pierre-Là                    | Saint-Plantaire       |                                                                                            | Classé MH (1862)         | 46° 27′ 26″ N, 1° 39′ 47″ E                                    |                        |
| Menhir du Fuseau                          | Saulnay               | autre nom la Bobinette du Diable                                                           |                          | 46° 51′ 40″ N, 1° 18′ 13″ E                                    |                        |
| Dolmen de la Pierre Levée                 | Saulnay               |                                                                                            |                          | 46° 51′ 46″ N, 1° 18′ 06″ E                                    |                        |
| Polissoir du Bois de Cigogne et de Goulet | Saulnay               |                                                                                            |                          | 46° 51′ 40″ N, 1° 18′ 14″ E                                    |                        |
| Dolmen des Pierres Ambeaux                | Sougé                 |                                                                                            | détruitvers 1880         |                                                                |                        |
| Dolmen des Thibauts                       | Tendu                 |                                                                                            |                          | 46° 37′ 04″ N, 1° 34′ 58″ E                                    |                        |
| Polissoir du Bornat                       | Tilly                 |                                                                                            |                          |                                                                |                        |
| Polissoir des Chibauds                    | Le Tranger            |                                                                                            |                          | exposé au Musée-hôtel Bertrand 46° 48′ 48″ N, 1° 41′ 39″ E     |                        |
| Polissoir du Puy                          | Villedieu-sur-Indre   |                                                                                            |                          | exposé au Musée-hôtel Bertrand 46° 48′ 48″ N, 1° 41′ 39″ E     |                        |